# Campionati europei di atletica leggera 2014 - 1500 metri piani femminili
La gara dei 1500 metri piani femminili si è tenuta il 12 ed il 15 agosto.

## Risultati

### Batterie
I primi 4 di ogni batteria (Q) e i migliori 4 tempi avanzano in semifinale.
| Pos | Batteria | Nome                   | Nazione     | Tempo   | Note |
| --- | -------- | ---------------------- | ----------- | ------- | ---- |
| 1   | 2        | Sifan Hassan           | Paesi Bassi | 4:09.55 | Q    |
| 2   | 2        | Renata Pliś            | Polonia     | 4:10.03 | Q    |
| 3   | 2        | Federica Del Buono     | Italia      | 4:10.47 | Q    |
| 4   | 2        | Laura Weightman        | Regno Unito | 4:10.55 | Q    |
| 5   | 2        | Hannah England         | Regno Unito | 4:10.73 | q    |
| 6   | 2        | Diana Sujew            | Germania    | 4:11.27 | q    |
| 7   | 2        | Anna Ščagina           | Russia      | 4:11.27 | q    |
| 8   | 2        | Natalija Pryščepa      | Ucraina     | 4:11.42 | q    |
| 9   | 1        | Abeba Aregawi          | Svezia      | 4:11.64 | Q    |
| 10  | 1        | Amela Terzić           | Serbia      | 4:11.75 | Q    |
| 11  | 2        | Luiza Gega             | Albania     | 4:12.25 |      |
| 12  | 1        | Svetlana Karamaševa    | Russia      | 4:12.94 | Q    |
| 13  | 1        | Ingvill Måkestad Bovim | Norvegia    | 4:13.02 | Q    |
| 14  | 1        | Hanna Miščenko         | Ucraina     | 4:14.24 |      |
| 15  | 1        | Laura Muir             | Regno Unito | 4:14.69 |      |
| 16  | 2        | Lucia Klocová          | Slovacchia  | 4:14.77 |      |
| 17  | 1        | Maureen Koster         | Paesi Bassi | 4:15.11 |      |
| 18  | 2        | Diana Mezuliáníková    | Rep. Ceca   | 4:15.40 |      |
| 19  | 1        | Sonja Roman            | Slovenia    | 4:16.38 |      |
| 20  | 1        | Esma Aydemir           | Turchia     | 4:16.90 |      |
| 21  | 1        | Margherita Magnani     | Italia      | 4:17.19 |      |
| 22  | 1        | Agata Strausa          | Lettonia    | 4:17.61 |      |
| 23  | 1        | Isabel Macías          | Spagna      | 4:17.76 |      |
| 24  | 2        | Gamze Bulut            | Turchia     | 4:18.28 |      |
| 25  | 2        | Liina Tšernov          | Estonia     | 4:25.18 |      |

### Finale
| Pos | Nome                   | Nazione     | Tempo   | Note |
| --- | ---------------------- | ----------- | ------- | ---- |
| 1   | Sifan Hassan           | Paesi Bassi | 4:04.18 |      |
| 2   | Abeba Aregawi          | Svezia      | 4:05.08 |      |
| 3   | Laura Weightman        | Regno Unito | 4:06.32 |      |
| 4   | Renata Pliś            | Polonia     | 4:06.65 |      |
| 5   | Federica Del Buono     | Italia      | 4:07.49 | PB   |
| 6   | Hannah England         | Regno Unito | 4:07.80 |      |
| 7   | Anna Ščagina           | Russia      | 4:08.05 |      |
| 8   | Diana Sujew            | Germania    | 4:08.63 |      |
| 9   | Ingvill Måkestad Bovim | Norvegia    | 4:08.85 |      |
| 10  | Natalija Pryščepa      | Ucraina     | 4:08.89 | PB   |
| 11  | Svetlana Karamaševa    | Russia      | 4:11.35 |      |
| 12  | Amela Terzić           | Serbia      | 4:19.11 |      |